# Hiidensaari (ö i Nyland)
Hiidensaari är en ö i Finland. Den ligger i sjön Hormajärvi och i kommunen Lojo i den ekonomiska regionen  Helsingfors  och landskapet Nyland, i den södra delen av landet, 50 km väster om huvudstaden Helsingfors. Öns area är 26,6 hektar och dess största längd är 1,2 kilometer i nord-sydlig riktning.